# Tomislav Cosković
Tomislav Čošković est un joueur croate de volley-ball né le 22 avril 1979. Il mesure 1,99 m et joue réceptionneur-attaquant.

## Clubs
| Club                   | Pays     | De        | À         |
| ---------------------- | -------- | --------- | --------- |
| Icom Palerme           | Italie   | 2000-2001 | 2000-2001 |
| Hypo Tirol Innsbrück   | Autriche | 2001-2002 | 2001-2002 |
| Rennes Étudiants Club  | France   | 2002-2003 | 2003-2004 |
| Tourcoing LM           | France   | 2004-2005 | 2004-2005 |
| Olympiakos Le Pirée    | Grèce    | 2005-2006 | 2005-2006 |
| Lokomotiv Novossibirsk | Russie   | 2006-2007 | 2006-2007 |
| Fenerbahçe Istanbul    | Turquie  | 2007-2008 | …         |

## Palmarès
- Coupe de France
  - Finaliste : 2005